# 112 a. C.
El año 112 a. C. fue un año del calendario romano prejuliano. En el Imperio romano, fue conocido como el año 642 Ab Urbe condita.

## Acontecimientos
- Comienza el reinado de Mitrídates VI, rey del Ponto.
- Marco Livio Druso y Lucio Calpurnio Pisón Cesonino son cónsules de Roma.
- Comienza la guerra de Jugurta, entre la República romana y el reino de Numidia.
- Hispania Ulterior: Lucio Calpurnio Pisón Frugi, pretor, lucha contra los lusitanos y muere en combate.[1]